# Stefan Berczyński
Stefan Kazimierz Berczyński (ur. 14 maja 1950 w Szczecinie) – polski inżynier, profesor nauk technicznych w zakresie budowy i eksploatacji maszyn, nauczyciel akademicki, rektor Politechniki Szczecińskiej (1993–1999)

## Życiorys
Absolwent II Liceum Ogólnokształcącego im. Mieszka I w Szczecinie. W 1974 ukończył studia w Wydziale Budowy Maszyn i Okrętów Politechniki Szczecińskiej. Tam też w uzyskał w 1978 stopień naukowy doktora. W 1982 na Wydziale Mechaniczno-Technologicznym Politechniki Warszawskiej nadano mu stopień naukowy doktora habilitowanego. W 1990 otrzymał tytuł naukowy profesora nauk technicznych.
Został nauczycielem akademickim Politechniki Szczecińskiej na Wydziale Inżynierii Mechanicznej i Mechatroniki w Instytucie Technologii Mechanicznej oraz na  Wydziale Mechanicznym Instytutu Technologii Mechanicznej. Pełnił funkcję dziekana Wydziału Mechanicznego (1990–1993 i 1999–2005) Politechniki Szczecińskiej. W latach 1993–1999 był rektorem tej uczelni.
W 2008 został profesorem zwyczajnym Zachodniopomorskiego Uniwersytetu Technologicznego w Szczeciniena Wydziale Inżynierii Mechanicznej i Mechatroniki w Instytucie Technologii Mechanicznej; w latach 2008–2016 był dyrektorem Instytutu Technologii Mechanicznej na tym wydziale.
Był nauczycielem Politechniki Koszalińskiej na Wydziale Mechanicznym, Katedry Mechaniki Precyzyjnej oraz profesorem zwyczajnym Akademii Morskiej w Szczecinie (na Wydziale Mechanicznym, Instytutu Podstawowych Nauk Technicznych)
Został członkiem Komitetu Budowy Maszyn PAN, Centralnej Komisji ds. Stopni i Tytułów oraz Rady Doskonałości Naukowej.

## Odznaczenia i wyróżnienia
- Krzyż Oficerskim Orderu Odrodzenia Polski (2004)[5]
- Krzyż Kawalerski  Orderu Odrodzenia Polski(1996)[6]
- Medal Komisji Edukacji Narodowej[3]
- tytuł doktora honoris causa Uniwersytetu Technicznego w Sankt-Petersburgu (1999)[3]